# خورخه گونگورا
خورخه گونگورا (اسپانیایی: Jorge Góngora‎; ۱۲ اکتبر ۱۹۰۶ – ۲۵ ژوئن ۱۹۹۹) بازیکن فوتبال اهل پرو بود.
از باشگاه‌هایی که در آن بازی کرده‌است می‌توان به باشگاه فوتبال اونیورسیتاریو ده دپورتس و باشگاه فوتبال یونیورسیداد شیلی اشاره کرد.
وی همچنین در تیم ملی فوتبال پرو بازی کرده‌است.